# بی‌بی‌سی برکفست
بی‌بی‌سی برکفست (به انگلیسی: BBC Breakfast) یک برنامهٔ صبحگاهی تلویزیونی در بریتانیاست که به‌طور هم‌زمان از بی‌بی‌سی وان و بی‌بی‌سی نیوز پخش می‌شود. این برنامه از مدیاسیتی‌یوکی در سالفورد کیز، منچستر بزرگ به‌طور زنده مخابره می‌شود و مخلوطی از موضوعات خبری، ورزشی، تجاری و بخش‌های مرتبط با آب‌وهوا در آن ارائه می‌شود. بی‌بی‌سی برکفست، هر هفت روز هفته و در تمامی ایام سال از جمله آخر هفته‌ها و روزهای تعطیل پخش می‌شود.